# Florian Wilmsmann
Florian Wilmsmann (* 21. Januar 1996 in Tegernsee) ist ein deutscher Freestyle-Skier. Er ist auf die Disziplin Skicross spezialisiert.

## Biografie
Florian Wilmsmann begann im Alter von vier Jahren mit dem Skifahren. Über seine Schwester, die ebenfalls Skicross betrieb, kam er zu dieser Sportart. 2016 wurde Wilmsmann Deutscher Meister und gab noch im gleichen Jahr sein Debüt im Weltcup. In Valmalenco ein Jahr später wurde er Junioren-Weltmeister. In seinem ersten Rennen bereits qualifizierte sich der Tegernseer mit Platz acht für die Olympischen Winterspiele 2018 in Pyeongchang. Dort belegte er den 25. Rang, da er wegen eines Fahrfehlers bereits in der ersten Runde ausgeschieden war. Am 16. Februar 2019 gelang ihm mit Platz 2 am Feldberg erstmals eine Weltcup-Podestplatzierung. Zum Saisonabschluss gewann Wilmsmann Ende März seinen ersten Deutschen Meistertitel in Grasgehren.
In der Saison 2020/21 gewann er am 27. Februar 2021 in Bakuriani das erste Mal in seiner Karriere einen Weltcup. Dies wiederholte er kurz darauf am 21. März 2021 in Veysonnaz. Bei den Olympischen Winterspielen 2022 in Beijing schied Wilmsmann im Achtelfinale aus und belegte den 21. Platz. Am 26. Februar 2023 feierte Wilmsmann den bisher größten Erfolg seiner Karriere und wird Vize-Weltmeister im georgischen Bakuriani.

## Weltcup-Gesamtplatzierungen
| Saison  | Gesamt | Gesamt | Skicross | Skicross |
| Saison  | Platz  | Punkte | Platz    | Punkte   |
| ------- | ------ | ------ | -------- | -------- |
| 2016/17 | 182.   | 4,64   | 39.      | 65       |
| 2017/18 | 117.   | 11,20  | 25.      | 112      |
| 2018/19 | 35.    | 27,91  | 5.       | 307      |
| 2019/20 | 32.    | 31,09  | 5.       | 342      |
| 2020/21 |        |        | 4.       | 393      |
| 2021/22 |        |        | 5.       | 345      |
| 2022/23 |        |        | 3.       | 508      |
| 2023/24 |        |        | 4.       | 642      |
| 2024/25 |        |        | 3.       | 902      |

## Erfolge

### Olympische Spiele
- Pyeongchang 2018: 25. Skicross
- Beijing 2022: 21. Skicross

### Weltmeisterschaften
- Park City 2019: 11. Skicross
- Idre 2021: 17. Skicross
- Bakuriani 2023: 2. Skicross
- Engadin 2025: 12. Skicross, 6. Skicross Mixed Team (zusammen mit Luisa Klapprot)

### Junioren-Weltmeisterschaften
- Valmalenco 2017: 1. Skicross

### Weltcup
Wilmsmann errang im Weltcup bisher 19 Podestplätze, davon fünf Siege:
| Datum             | Ort        | Land       |
| ----------------- | ---------- | ---------- |
| 27. Februar 2021  | Bakuriani  | Georgien   |
| 21. März 2021     | Veysonnaz  | Schweiz    |
| 20. Dezember 2024 | Innichen   | Italien    |
| 16. Januar 2025   | Reiteralm  | Österreich |
| 15. März 2025     | Craigleith | Kanada     |

### Deutsche Meisterschaft
- 2016 2. Platz
- 2019 1. Platz
- 2020 1. Platz